# 熊野川町
熊野川町（くまのがわちょう）は和歌山県東牟婁郡にあった町。2005年（平成17年）10月1日に市町村合併により新宮市の一部となった。

## 地理
和歌山県の東南端、熊野川流域に位置した。熊野川町発足直前の旧玉置口村の領域にあたる大字玉置口および大字嶋津が北山川の西側の飛び地となっていた。面積の95.4%を山林が占めた。
- 山岳：如法山
- 河川：熊野川、北山川

## 歴史
- 1956年（昭和31年）9月30日 - 小口村・三津ノ村・九重村・玉置口村および敷屋村の一部（大字西敷屋・東敷屋・篠尾）が合併して熊野川町が発足。
- 1960年（昭和35年）3月22日 - 椋呂発電所建設現場でダイナマイト約450kgが爆発。従業員休憩所などが吹き飛ばされ23人が死亡、9人が重軽傷[1]。
- 2005年（平成17年）10月1日 - 新宮市と合併し、改めて新宮市が発足。同日熊野川町廃止。

## 教育
熊野川町発足時には小学校が11校（玉置口・宮相・三津野・赤木・篠尾・敷屋・九重・小口・畝畑・鎌塚・滝本）、中学校が5校（九重・宮相・三津ノ・敷屋・小口）存在したが、統廃合を経て、新宮市との合併直前には以下の2校のみ存在した。
- 熊野川町立（現・新宮市立）熊野川小学校
- 熊野川町立（現・新宮市立）熊野川中学校

## 交通

### 道路
- 一般国道
  - 国道168号
  - 国道169号
  - 国道311号

- 主要地方道
  - 和歌山県道44号那智勝浦熊野川線

- 一般県道
  - 和歌山県道229号古座川熊野川線
  - 和歌山県道780号熊野川紀和線

## 名所・旧跡・観光スポット・祭事・催事
- 紀伊山地の霊場と参詣道（中辺路）
  - 雲取越え（大雲取越え、小雲取越え） - 桜茶屋跡、円座石（わろうだいし）
- 瀞峡、瀞八丁
- 和田川峡
- 嶋津の森

### 観光スポット
- 小口家族キャンプ村・自然の家
- 熊野川温泉さつき

## 出身著名人
- 世耕弘一（政治家）